# Melissa Marr
Melissa Marr (25 de julho de 1972) é uma escritora norte-americana. É autora da série de fantasia Wicked Lovely.

## Biografia
Ela é ex-professora universitária de inglês, atualmente reside no estado da Virgínia. Seu primeiro romance foi publicado em 2007, o best-seller do New York Times Wicked Lovely. Ela também é um colaboradora assídua de contos para antologias e editou uma antologia com Kelley Armstrong, com quem ela também escreveu a série Crônicas de Blackwell, publicado sob o nome de M. A. Marr.
Ela cresceu acreditando em fadas, fantasmas e outros tipos de criaturas fantásticas. Fascinada por folclore e mitologia, fã de filosofia e sociologia, ela gosta de autores como William Faulkner e W. B. Yeats, mas lê todos os gêneros: da fantasia à ficção contemporânea, do mangá ao mistério.

## Obras (parcial)

### SérieWicked Lovely
- Wicked Lovely (2007) Terrível Encanto (2011)
- Ink Exchange (2008) Tinta Perigosa (2012)
- Fragile Eternity (2009) Frágil Eternidade (2013)
- Radiant Shadows (2010) Sombras Radiantes (2013)
- Darkest Mercy (2011) Sombrio Perdão (2014)

No Brasil pela Rocco em Portugal pela Saída de Emergência.

#### Livro relacionado
- Cold Iron Heart (2020)

#### Wicked Lovely: Desert Tales
Romance gráfico (Graphic Novel)
- Volume 1: Sanctuary (2009)
- Volume 2: Challenge (2010)
- Volume 3: Resolve (2011)

### Crônicas de Blackwell
- Loki's Wolves (2013) Lobos de Loki (2015)
- Odin's Ravens (2014) Corvos de Odin (2016)
- Thor's Serpents (2015) As serpentes de Thor (2017)

Como M.A. Marr, com Kelley Armstrong. No Brasil pela Rocco.

### SérieFaery Bargains
- The Wicked & The Dead (2020)

### Livros isolados
- Graveminder (2011) A Guardiã (Rocco, 2012)
- Untamed City: Carnival of Secrets (2012)
- The Arrivals (2013)
- Made for You (2014)
- Graveminder (2011)
- Pretty Broken Things (2020)